# Cal Ton Soca
Cal Ton Soca és una obra de Santa Maria d'Oló (Moianès) inclosa a l'Inventari del Patrimoni Arquitectònic de Catalunya.

## Descripció
Casa atalussada construïda sobre un fort pendent, amb façana a la Plaça Major, amb coberta a un vent. La construcció és molt senzilla i irregular degut a l'adaptació al relleu i a les moltes modificacions. El cos principal és rectangular, amb dues plantes a la façana. Els baixos estan centrats per un bonic portal de mig punt amb carreus de pedra tosca -travertí-. Una finestra reformada amb balcó es troba al seu damunt. Als baixos, una finestra emmarcada amb pedra ha estat tapiada.
El material de construcció és de pedra molt irregular, excepte a les cantoneres on hi ha carreus de grans dimensions. En una d'elles, en un d'aquests carreus hi ha la representació d'una carassa d'estil popular.
Al nord s'hi ha adossat un petit cos amb coberta a dos vents en forma de galeria amb arc apuntat.

## Història
Se'n tenen notícies des de 1682. S'anomena així perquè fou comprada per un descendent de cal Soca. És una casa popular que podria servir de model de casa característic del nucli antic d'Oló, tant per la seva situació (a la carena, salvant desnivells, prop de l'església) com també per la seva tipologia.